# Nord 1500 Griffon
El Nord 1500 Griffon fue una aeronave experimental tipo caza propulsada por un estatorreactor, diseñada y construida a mediados de la década de 1950 por el fabricante propiedad del estado francés Nord Aviation. Fue parte de una serie de programas que buscaban el desarrollo de un caza, para la Fuerza Aérea Francesa, con capacidades de vuelo a velocidades de Mach 2.

## Diseño y desarrollo
El diseño del Griffon se originó a finales de la década de 1940 como un interceptor de alta velocidad. Los ingenieros de la firma Arsenal de l'Aéronautique impulsaron el estudio de alas en delta, utilizando los planeadores supersónicos Arsenal 1301 y Arsenal 2301. Los resultados de estas pruebas de vuelo favorecieron la configuración en delta, que se incorporó en los estudios de diseño utilizando una variedad de sistemas de propulsión. Por esa época, Arsenal había sido privatizada como SFECMAS ( Société Française d'Etude et de Construction de Matériel Aéronautiques Spéciaux). Propulsado por un gran estatorreactor con un turborreactor sustentador, el Griffon fue renombrado desde SFECMAS 1500 Guépard (Guepardo) después de que SFECMAS se fusionara con SNCAN para formar Nord Aviation.
Inicialmente fueron encargados dos prototipos en agosto de 1953, con el contrato final, (Nº 2003/55), en 1955. A pesar de la intención de cumplir con el tiempo requerido para un interceptor ligero capaz de operar desde pistas de aterrizaje de 1000 m de césped, los dos prototipos fueron solicitados sin el equipo militar con fines de investigación.
Construido principalmente a base de aleaciones ligeras, el Griffon comprendía un fuselaje tubular de gran tamaño que soportaba las alas en delta, el empenaje con el timón, el fuselaje delantero, que se extendía hacia delante sobre la toma de aire del turborreactor-estatorreactor. El fuselaje delantero albergaba la cabina de vuelo con unas aletas Canard a cada lado de la cabina del piloto. El tren de aterrizaje triciclo se retraía en las alas y en la parte inferior de la toma de aire.

## Variantes
SFECMAS 1500 Guépard
La designación y el nombre original de los estudios de diseño iniciales realizadas en SFECMAS.
Nord 1500-1501 Griffon I
El primer avión completo solo el componente turborreactor ATAR 101F con poscombustión del motor turbo-estatorreactor planeado.
Nord 1500-1502 Griffon II
El segundo avión, equipado con el motor turborreactor-estatorreactor definitivo.
Nord Super Griffon
Un proyectado desarrollo operativo sobreescalado del Griffon II, con un estatorreactor de 2 m de diámetro y canards retráctiles, destinado a alcanzar Mach 3, construido principalmente de acero inoxidable.

## Especificaciones (Nord 1500-2 Griffon II)
Referencia datos: Jane's Pocket Book of Research and Experimental Aircraft

### Características generales
- Tripulación: Uno (piloto)
- Longitud: 14,54 m
- Envergadura: 8,1 m
- Altura: 5 m
- Superficie alar: 32 m²
- Peso cargado: 6745 kg
- Planta motriz: 1× turborreactor SNECMA ATAR 101E-3.
  - Empuje normal: 34,3 kN (7700 lbf) de empuje.
- Planta motriz: 1x estatorreactor Nord Stato-Réacteur de 68,0 kN (15 300 lbf) de empuje

### Rendimiento
- Velocidad máxima operativa (Vno): 2330 km/h (Mach 2,19)
- Carga alar: 210 kg/m² (43 lb/sq ft)